# Коммунистический рабочий союз Германии

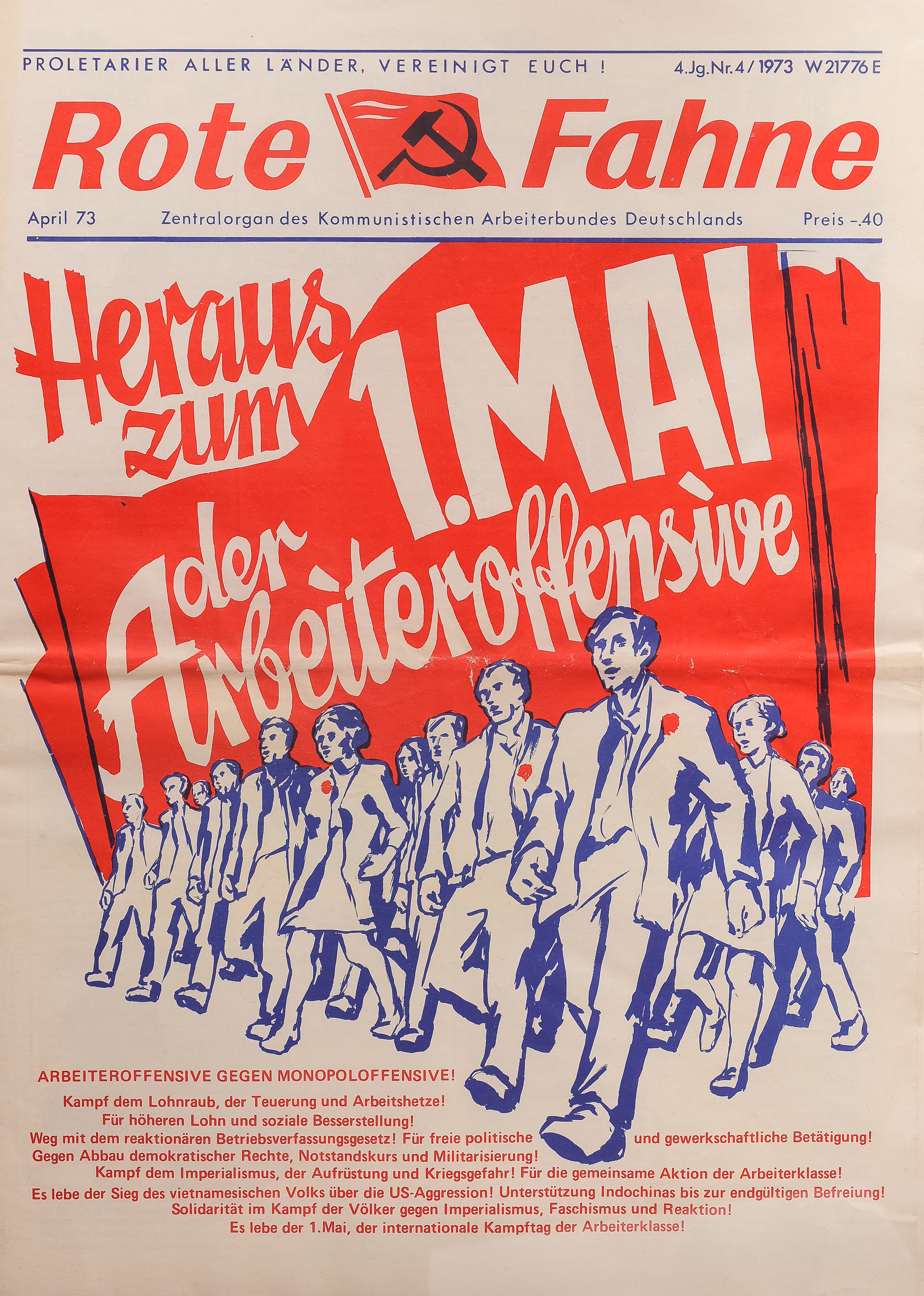
«Красное знамя», апрель 1973 г.

Коммунистический рабочий союз Германии (KABD) была коммунистической группой в Федеративной Республике Германии. Он был образован 5-6 августа 1972 года в результате слияния Коммунистического Союза Рабочих/Марксистов-Ленинцев (КСР/МЛ) и КПГ/МЛ-Революционный путь, отделения КПГ/мл.

## Описание
Организация безоговорочно поддерживала тезисы Маркса, Ленина, Сталина и Мао Цзэдуна. Заявленная цель КРСГ заключалась в создании новой марксистско-ленинской партии после «ревизионистского перерождения» КПГ и ГКП, существовавшего, с точки зрения ее членов-основателей. Вилли Дикхут, один из инициаторов этого объединения, был исключен из нелегальной КПГ в 1966 году. Он был редактором теоретической серии «Революционный путь».
Die Rote Fahne был центральным органом КРСГ. Революционная Молодежь/Марксисты-Ленинцы действовала как молодежная организация, который позже объединился с Коммунистическим Союзом Молодежи Германии — Революционный путь и сформировал Революционную Ассоциацию Молодежи Германии (РАМГ). Центральным органом как РМ (МЛ), так и РАМГ изначально был Rebell, но позже его заменил Stachel.
Для старшеклассников существовали Марксистско-Ленинские Студенческие Группы (МЛСГ), которые издавали «Rote Signal», но с июня 1974 года были организованы только на местном уровне. Для студентов существовали Коммунистические Студенческие группы (МЛ), которые опубликовали «Roten Pfeil».
17 января 1981 года руководство Федерации объявило о создании партии в перспективе. Это было достигнуто в 1982 году с появлением Марксистско-ленинской партии Германии (МЛПГ).

## Члены
- Роберт Курц, Публицист
- Гюнтер Якоб, Ди-джей, музыкальный критик и писатель
- Бертольд Губер
- Хайде Рюле[5]

## Веб-ссылки
- Hammer, Sichel und Buch, Der Spiegel, 8 августа 1982
- Materialien und Analysen zur Geschichte des KABD